# Ігровий баланс
Ігрови́й бала́нс — рівновага у спортивних, настільних, відео- та інших іграх між персонажами, командами, тактиками гри та іншими ігровими об'єктами. Ігровий баланс — одна з вимог до «чесності» правил. Особливо баланс важливий для багатокористувацьких відеоігор і стосовно них це поняття вживається найчастіше.

## Ігровий баланс відеоігор
У відеоіграх — це баланс між числами, що описують різні характеристики гри — такі, як здоров'я і сила ушкоджень персонажів, швидкість їхнього руху, швидкість будівництва і багато іншого. Цей баланс визначає складність, інтерес та плавність ігрового процесу.
Ігровий баланс — одна з найскладніших сторін розробки відеоігор. Розробник гри приводить гру до стану балансу змінюючи ігрові характеристики в ході бета-тестування. Але остаточно баланс мережевої гри відточується протягом певного часу після виходу самої гри, оскільки це складний процес підгонки незначних відхилень від збалансованого значення. Після розробки нової версії балансу розробник пропонує встановити патч для її впровадження у гру.